# Pornokratie

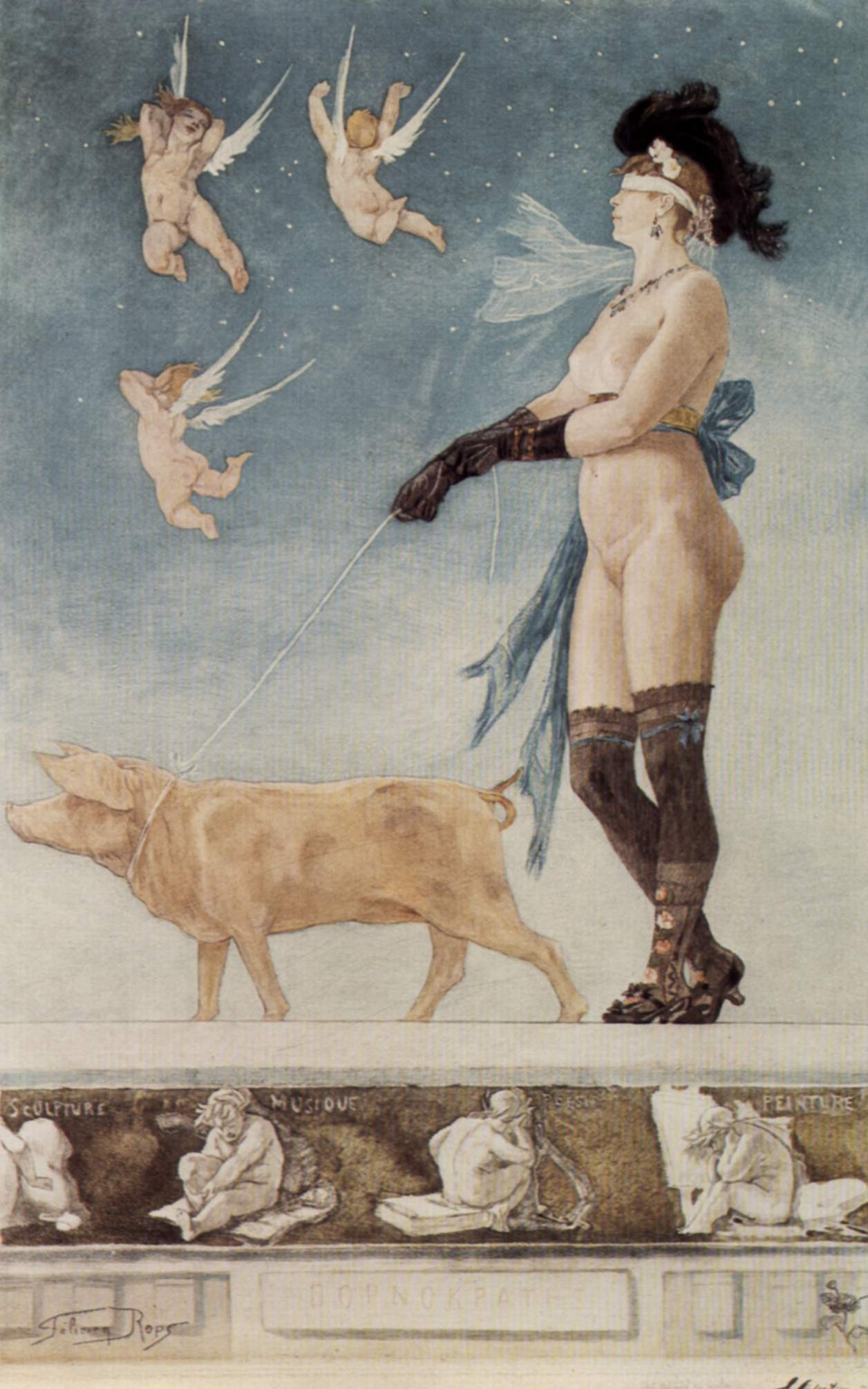
Félicien Rops: Pornokratès, 1896

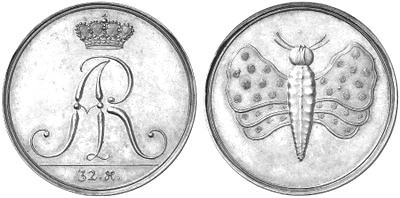
Schmetterlingstaler o. J. (1709) aus der Zeit der Gräfin Cosel, Mätresse Augusts des Starken

Pornokratie oder Mätressenherrschaft (von gr. porne ‚Hure‘ und kratos ‚Macht‘, ‚Herrschaft‘, ‚Kraft‘, ‚Stärke‘) ist eine abwertende Bezeichnung für eine reale oder imaginierte Beeinflussung der Regierenden durch Mätressen.

## Geschichtsbezug
Geschichtlich bezieht sich dieser Begriff auf eine Periode des Papsttums im frühen 10. Jahrhundert, welche mit Papst Sergius III. im Jahre 904 begann und im Jahre 963 mit dem Tode Papst Johannes XII. endete. Der römische Kirchenhistoriker und Kardinal Cesare Baronio prägte im 16. Jahrhundert für diese Zeit die Bezeichnung Saeculum obscurum, der Ausdruck Pornokratie selbst wurde von der protestantischen Polemik des frühen 18. Jahrhunderts gegen das katholische Papsttum erfunden.
In diesem Zeitraum standen die Päpste unter dem direkten Einfluss einiger Frauen, die als Mätressen einiger Päpste und einiger Herrscher von Rom (z. B. Alberich I., Alberich II., Guido von Tuszien, Hugo von Italien) in diese Machtposition geraten waren. Besondere Bedeutung hatten Theodora I. und ihre Töchter Marozia und Theodora II. Generell hatten die Päpste dieser Zeit ein geringes eigenes Profil und waren dem römischen Adel und ihren Mätressen hörig.

### Päpste, die mit Pornokratie in Verbindung gebracht werden
- Sergius III. (904–911), Liebhaber von Marozia, Vater von Johannes XI.
- Anastasius III. (911–913)
- Lando (913–914)
- Johannes X. (914–928), eingekerkert und ermordet auf Veranlassung von Marozia
- Leo VI. (928–928)
- Stephan VII. (928–931)
- Johannes XI. (931–935), Sohn von Sergius III. und Marozia
- Leo VII. (936–939)
- Stephan VIII. (939–942)
- Marinus II. (942–946)
- Agapitus II. (946–955)
- Johannes XII. (955–963), Enkel der Marozia, im Alter von 16 oder 18 Jahren zum Papst gewählt

### Überlieferungen
Ein großer Teil der Überlieferungen stammt von Bischof Liutprand von Cremona, der ein starker Kritiker der Zustände in Rom war. Allerdings ist eine Verifizierung der Überlieferungen meist nicht möglich und sie werden durch die Forschung teils auch in Frage gestellt.
Generell wird jedoch angenommen, dass Marozia die Geliebte von Papst Sergius III. und Mutter des von ihm gezeugten Sohns, des späteren Papstes Johannes XI., war. Ihr wurde auch zur Last gelegt, den von ihrer Mutter Theodora I. ins Amt gebrachten Papst Johannes X. ermordet zu haben, um ihren Favoriten, Leo VI., an die Macht zu bringen.
Anscheinend waren in dieser Zeit Theodora I. und Marozia die eigentlichen politisch Herrschenden in Rom, auch wenn die gegen sie vorgebrachten Anschuldigungen heute nicht mehr belegbar sind.